# Löschplatz
Der Löschplatz (oder Löschungsplatz; englisch unloading berth) ist in der Binnen- und Seeschifffahrt der Ort, an welchem das Frachtgut eines Handelsschiffes entladen wird. Komplementärbegriff ist der Ladeplatz. Im Heer wird auch der Platz zum Aufmunitionieren von Panzern, Geschützen und Raketenwerfern als Ladeplatz bezeichnet.

## Allgemeines
Das Löschen von Schiffen ist ein Vorgang, der sich auf das Entladen der Schiffsladung bezieht. Der Löschplatz ist ein „Platz am Ufer, wo man Güter aus einem Schiff löschen, herausnehmen und an Land bringen kann; zuweilen versteht man auch den Bestimmungsort des Schiffes darunter“. Der Löschplatz ist eine bestimmte Stelle im (Lösch-)Hafen, die das Schiff bei der Ankunft anzusteuern hat. Er ist von großer Bedeutung, weil er zwischen dem Verkäufer (Exporteur) und dem Empfänger (Importeur) im Frachtvertrag (Schiffsfrachtvertrag) und den Lieferbedingungen vereinbart werden muss und der Empfänger sich bei der Ablieferung hieran orientieren kann. Ortsüblicher Löschplatz ist derjenige, an den die Ladung aufgrund des Frachtvertrags, des Konnossements oder der Anweisung des Abladers abgeliefert werden soll. Der Kai ist ortsüblicher Lade- und Löschplatz.

## Geschichte
Bereits ein Schifffahrts-Lexikon aus 1774 definierte den Löschplatz als den Ort, wo die Löschung (also das Ausladen) eines Schiffes geschieht. Das ADHGB vom Mai 1861 befasste sich ausführlich mit dem Löschplatz. Der Schiffer hatte nach Art. 593 Abs. 1 ASDHGB das Schiff zur Löschung der Ladung an denjenigen Platz hinzulegen, welcher ihm vom Empfänger angewiesen wird. Bei nicht rechtzeitiger Weisung durch den Empfänger musste der Schiffer das Schiff an den ortsüblichen Löschplatz anlegen (Art. 593 Abs. 2 ADHGB). Der Schiffer hatte gemäß Art. 595 Abs. 3 ADHGB anzuzeigen, dass er zum Löschen der Ladung bereit ist; die Löschzeit begann mit der Anzeige. Das im Juni 1868 geschaffene Reichsoberhandelsgericht (ROHG) nahm mehrfach zum Löschplatz und zur Löschzeit Stellung. Der Schiffer ist demnach nicht löschbereit, wenn er beispielsweise durch Unwetter oder Überfüllung des Hafens gehindert wird, zum Löschplatz vorzudringen. Es genügte, dass der Schiffer auf deutliche Weise die Löschbereitschaft dem Empfänger übermittelte. Erst wenn das Schiff den Löschplatz eingenommen hatte, begann seine Löschbereitschaft.
Das im Januar 1900 in Kraft getretene Handelsgesetzbuch (HGB) übernahm weitgehend die Regelungen des ADHGB und verlangte in § 592 Abs. 1 HGB a. F., dass der Kapitän zur Löschung der Ladung das Schiff an den Platz hinzulegen hatte, der ihm vom Empfänger angewiesen wurde. Die Anzeige der Löschbereitschaft ergab sich aus § 594 Abs. 1 HGB a. F., die Löschzeit begann am nächsten Tag (§ 594 Abs. 3 HGB a. F.). Das Hamburgische Schiedsgericht entschied 1959, dass der Befrachter dafür einstehen muss, dass ein bereiter Lade- oder Löschplatz für das Schiff zur Verfügung steht.

## Rechtsfragen
Das Wort Löschplatz ist auch ein Rechtsbegriff des heutigen deutschen Handelsrechts. Der Befrachter kann in der Seeschifffahrt gemäß § 491 Abs. 1 HGB insbesondere verlangen, dass der Verfrachter das Frachtgut nicht weiterbefördert, es zu einem anderen Bestimmungsort befördert oder es an einem anderen Löschplatz oder einem anderen Empfänger abliefert. Das Verfügungsrecht des Befrachters erlischt nach Ankunft des Frachtguts am Löschplatz (§ 491 Abs. 2 HGB). Gemäß § 494 Abs. 1 HGB ist der Empfänger nach Ankunft des Gutes am Löschplatz berechtigt, vom Verfrachter zu verlangen, ihm das Gut gegen Erfüllung der Verpflichtungen aus dem Stückgutfrachtvertrag abzuliefern. Nach Ankunft des Gutes am Löschplatz ist auch der legitimierte Besitzer eines Konnossements berechtigt, vom Verfrachter die Ablieferung des Gutes zu verlangen (§ 521 Abs. 1 HGB).
Gemäß § 26 BinSchG finden in der Binnenschifffahrt auf das Frachtgeschäft zur Beförderung von Gütern auf Binnengewässern die Vorschriften des HGB Anwendung. Daher wird gemäß § 407 Abs. 1 HGB der Frachtführer durch den Frachtvertrag verpflichtet, das Gut zum Bestimmungsort zu befördern und dort an den Empfänger abzuliefern. Der Schiffsführer (Schiffer) hat nach § 8 Abs. 2 BinSchG für die Tüchtigkeit der Gerätschaften zum Laden und Löschen Sorge zu tragen. Der Schiffer ist verpflichtet, bis zur Beendigung der Reise und zur Entlöschung des Schiffes im Dienst zu bleiben (§ 20 Abs. 4 BinSchG), das gilt auch für die Schiffsleute (§ 25 Abs. 2 BinSchG).
Als „sicher“ gilt ein Hafen (englisch safe port), wenn er sowohl in nautischer als auch politischer Hinsicht ohne Gefahr für das Schiff zu erreichen ist. Ein Lade- oder Löschplatz gilt als geeignet (englisch safe berth), wenn er ohne Gefahr und Nachteile für das Schiff zu erreichen – also auch nicht besetzt – ist, und wenn das Schiff dort stets sicher liegen kann. Zudem muss der Löschplatz für den Umschlag eingerichtet sein, erforderliche Genehmigungen der Hafenbehörde müssen vorliegen. Ungeeignet ist ein Löschplatz, wenn sich seine Benutzung verbietet mit Rücksicht auf Wassertiefe, Sicherheit des Schiffes oder den örtlichen Einrichtungen.
Ladeplatz/Ladezeit
Im Reisefrachtvertrag sind gemäß § 535 Abs. 1 HGB die §§ 528 bis 531 HGB über Ladehafen und Ladeplatz, Anzeige der Ladebereitschaft, Ladezeit und Verladen entsprechend auf Löschhafen und Löschplatz, Anzeige der Löschbereitschaft, Löschzeit und Löschen anzuwenden. Die Lade-/Löschzeit beginnt, nachdem das Schiff lade- bzw. löschbereit am Lade-/Löschplatz liegt, die Lade-/Löschbereitschaftsnotiz dem Befrachter oder dessen Ablader zugegangen ist und die sogenannte Notizzeit abgelaufen ist. Notizzeit ist dabei der Zeitraum zwischen dem Zugang der Löschbereitschaftsnotiz und dem Beginn der Löschzeit.

## International
Während nach deutschem Seerecht die Löschbereitschaft eines Schiffes voraussetzt, dass es den vereinbarten ortsüblichen Löschplatz eingenommen hat, gilt im Common Law dagegen, dass ein Schiff angekommen (englisch arrived) ist, wenn es sich innerhalb des Hafens (englisch within the port) befindet. Die Oldendorff hatte dem zitierten Urteil zufolge 14 Seemeilen vor dem Liverpooler Hafen auf ihre Löschung warten müssen.
Die Incoterms beziehen sich auf den Bestimmungshafen oder Bestimmungsort.